# Provinciale weg 993
De provinciale weg 993 (N993) is een provinciale weg in de Nederlandse provincie Groningen. De weg vormt een verbinding tussen de N995 bij Bedum (ten oosten van de zuivelfabriek) en de N360 ter hoogte van Ten Boer. Ten westen van Sint-Annen heeft de weg een aansluiting op de N46 richting Groningen en de Eemshaven.
De weg is uitgevoerd als tweestrooks-erftoegangsweg met een maximumsnelheid van 80 km/h. In de gemeente Het Hogeland heet de weg Melkweg en Sint-Annerweg. In de gemeente Groningen draagt de weg de namen Bedumerweg en Boersterweg.
N34 · N46 · N351 · N353 · N354 · N355 · N356 · N357 · N358 · N359 · N360 · N361 · N362 · N363 · N364 · N365 · N366 · N367 · N368 · N369 · N370 · N371 · N372 · N373 · N374 · N375 · N376 · N377 · N378 · N379 · N380 · N381 · N382 · N383 · N384 · N385 · N386 · N387 · N388 · N390 · N391 · N392 · N393 · N398

N851 · N852 · N853 · N854 · N855 · N856 · N857 · N858 · N860 · N861 · N862 · N863 · N865 · N910 · N913 · N917 · N918 · N919 · N924 · N927 · N928 · N962 · N963 · N964 · N966 · N967 · N969 · N972 · N973 · N974 · N975 · N976 · N977 · N978 · N979 · N980 · N981 · N982 · N983 · N984 · N985 · N986 · N987 · N988 · N989 · N990 · N991 · N992 · N993 · N994 · N995 · N996 · N997 · N998 · N999

Cursief vermelde wegen zijn voormalige provinciale wegen.